# 魁北克民主行动党
魁北克民主行动党（法語：Action démocratique du Québec）是加拿大魁北克省的一个省级政党，意識形態呈右翼民粹主義和保守主義，在魁北克主權問題上則傾向魁北克自治，支持者包括魁獨派人士和留加派人士。
民主行動黨於1994年由不滿夏洛特敦修憲協定（Charlottetown Accord）的前魁北克自由黨黨員成立，同年首次競逐魁北克省選，馬里奥·杜蒙（Mario Dumont）當選魁北克省議會議員。在杜蒙領導下，民主行動黨於2007年省選表現理想，贏取41個議席並獲得31%選票，令執政自由黨變成少數政府，並超越魁人党首次成為官方反對黨。然而，民主行動黨的支持度迅即回落，2008年省選中未能保持最少20%得票率或12個省議會議席而失掉正式政党地位，但於2009年獲自由黨和魁人黨承認為正式政黨。
民主行動黨黨員於2012年1月21日通過與魁北克未來聯盟合併，同年2月14日獲魁北克選舉總局確認。

## 歷史

### 1994年–2002年：早期發展
大批魁北克人因米治湖修憲協定（Meech Lake Accord）失敗而感覺受到加拿大其他人民所遺棄。有見及此，魁北克自由黨黨員讓·阿萊爾（Jean Allaire）撰寫了一份《阿萊爾報告》，當中建議加拿大聯邦制度下放權力，從而讓魁北克省政府獲取更多權力。阿萊爾於1991年1月發表報告，同年3月獲自由黨採納為政綱。
下一輪修憲談判則產生了夏洛特敦協定，當中確認魁北克為一獨特社會並局部改革加拿大聯邦制度，但並未提出從聯邦政府下放權力予各省政府。縱雖如此，魁北克自由黨仍於1992年選擇接納夏洛特敦協定而放棄《阿萊爾報告》。此舉雖獲大部分黨員贊成，但招來阿萊爾等人不滿。阿萊爾遂與馬里奥·杜蒙和其他反對夏洛特敦協定的黨員脫離自由黨，並於1994年另組魁北克民主行動黨。阿萊爾早期出任該黨黨魁，但數個月後因健康原因請辭，並由杜蒙繼任。民主行動黨於1994年9月首次參與省選，雖然獲取接近10%得票率，但只得黨魁杜蒙贏取省議會議席。
杜蒙在1995年魁獨公投中為魁獨派陣營競選。公投失敗後，民主行動黨在魁北克主權問題上改為支持魁北克在加拿大聯邦框架内爭取更多自治權。民主行動黨在1998年省選中獲取15%得票率，但仍只得黨魁杜蒙贏取省議會議席；該黨因此倡議在省議會推行比例代表制。該黨亦提出在未來十年内不舉辦另一場魁獨公投。

### 2002年-2007年：崛起
隨着選民對執政魁人黨和在野自由黨皆生厭意，民主行動黨從中得益，在2002年舉行的數場省議會議席補選中突圍而出，省議會黨團人數上升至五名議員。然而該黨後勁不繼，2003年省選中五名議員除杜蒙外皆敗北，但在另外三名候選人首次當選下，民主行動黨黨團人數達至四人。該黨候選人在2004年一場補選中當選，令民主行動黨議席總數回升至五席。
2006年聯邦大選中，保守黨在魁北克贏取十席，當中四個選區在省議會層面由民主行動黨黨員代表，而該批當選保守黨黨籍國會議員中亦有數人與民主行動黨有聯繋。民主行動黨因此能依賴聯邦保守黨的地區組織，並為民主行動黨日後增長埋下伏線。
2007年省選競選期間，杜蒙每天從民主行動黨政綱公布一項政策，被認為有效確保該黨受媒體注目。民主行動黨在這次省選表現理想，從自由黨和魁人黨分別贏取21席和15席，議席總數大增至41席，離自由黨贏取的48席不遠，自由黨黨魁莊社理只能以少數政府姿態繼續執政。民主行動黨的議席總數亦超越贏取36席的魁人黨，首次成為省議會官方反對黨。

### 2007年-2008年：官方反對黨
2007年省選過後，民主行動黨黨團省議員中有數人被外界認為表現不俗，但黨團大部分成員缺乏從政和議會經驗，與魁人黨經驗深厚的議員比較下相形見拙，魁人黨因此被視為比民主行動黨更能有效制衡執政自由黨。此外，民主行動黨黨團亦被外界視為缺乏團結一致的聲音，該黨民望因此掉頭回落。民主行動黨在2008年數場省議會議席補選中以大比數落敗，無一選區超越15%得票率，而數名民主行動黨省議員則於同年10月轉投魁人黨。
省長莊社理於2008年末宣布解散議會舉行省選，當時民意調查顯示民主行動黨的支持度大幅落後自由黨和魁人黨。民主行動黨最終在該屆省選中大敗，議席數目大減至七席，不足達至正式政黨地位門檻的12席，杜蒙亦宣布辭任黨魁和狼河選區（Rivière-du-Loup）省議員。狼河選區議席補選於2009年6月舉行，民主行動黨候選人以15%得票率敗選，議會黨團減至六人。

### 2008年-2012年：沒落
民主行動黨黨魁選舉於2009年10月18日舉行，最終確認參選的三名候選人分別為省議員凱爾（Éric Caire）、前省議員和前黨主席泰雍（Gilles Taillon）和前省議員勒維克（Christian Lévesque）。勒維克於首輪投票得票最低出局，而泰雍則於次輪投票僅以兩票之差擊敗凱爾當選黨魁。凱爾及其支持者皮卡爾（Marc Picard）其後指控該黨組織有欠透明和泰雍領導作風獨裁，遂於同年11月6日宣布離開民主行動黨，兩人此後以獨立議員身份在省議會議政，民主行動黨黨團再減至四人。
2009年11月10日，泰雍在就任黨魁僅23日後便以黨内鬥爭為由，宣布將舉行另一次黨魁選舉。他表示會留任至新任黨魁當選為止，並不會競逐連任。此外他亦表示民主行動黨的帳目自2003年起已出現不尋常活動，並請求魁北克省警進行調查；然而媒體其後報道指泰雍並未就此聯絡省警。同月19日，德泰爾（Gérard Deltell）在無對手情況下自動當選民主行動黨黨魁。民主行動黨支持度其後有所回升，從2010年春季的5%上升至同年末的15%，並於魁北克城地區大幅領先其他政黨。
前魁人黨內閣廳長弗朗索瓦·勒戈於2011年創辦魁北克未來聯盟，其政治取向與民主行動黨相近，兩黨合併的呼聲由此而起。同年12月，民主行動黨宣佈原則上同意兩黨合併，有待黨員投票通過。民主行動黨於2012年1月21日公布黨員投票結果，70%黨員選票支持與未來聯盟合併，投票率為54%。民主行動黨所餘四名省議員遂加入未來聯盟，後者省議會黨團上升至九人。魁北克選舉總局於同年2月14日確認兩黨合併，民主行動黨遂成歷史。

## 意識形態
民主行動黨提倡進行自由經濟改革（新自由主義），並支持為魁北克爭取更多自治權。從魁北克的政治光譜而言，民主行動黨較自由黨和魁人黨右傾。
民主行動黨的政策立場如下：
- 平衡預算：減少魁北克公務員系統規模，以利省府平衡預算和償還負債
- 教育：取消凍結專上教育學費、以及廢除學區
- 選舉制度改革：魁北克省省長改為直接由民選產生，省議會125個議席中的50席改為透過比例代表制產生
- 醫療: 鼓勵增設私家醫療保健，以減少魁北克公營醫療系統的負擔
- 移民：「合理遷就（英语：reasonable accommodation）」新移民，防止族裔社群干涉魁北克主流社會的價值觀（如婦女權利）
- 勞工：取消工會成員強制繳付工會費，以及強制執行秘密投票
- 聯邦關係：重啓修憲談判並為魁北克爭取更多自治權，但不舉辦另一場魁獨公投[43]
- 税制改革：大規模重組魁北克税務制度、以及減税[44]

民主行動黨後來放棄一系列自由市場政策建議，包括實行學券制。此外，民主行動黨倡議的保守主義並非基於宗教性價值觀。

## 外部連結
- 维基共享资源上的相關多媒體資源：魁北克民主行动党